# Lupita López
Blanca Guadalupe López Maldonado, beter bekend als Lupita López (Mérida, 13 oktober 1978) is een Mexicaanse stierenvechter. Bij het stierenvechten hebben diverse personen verschillende rollen en López is een matadora, degene die de stier daadwerkelijk doodt. In Mexico zijn niet meer dan een handvol professionele matadors vrouw.
López werd in 1978 geboren in Mérida op het schiereiland Yucatan en naar verluidt besloot ze reeds op jonge leeftijd later stierenvechter te worden. In 2011 mocht ze voor het eerst optreden in de Plaza México, de grootste arena van het land. Eind 2014 raakte López ernstig gewond toen een stier haar op de horens nam.